# 排屋

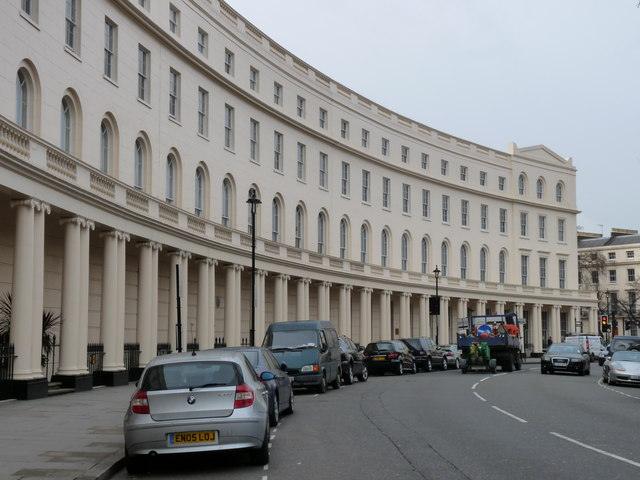
位于英国伦敦摄政公园内的传统高級排屋。

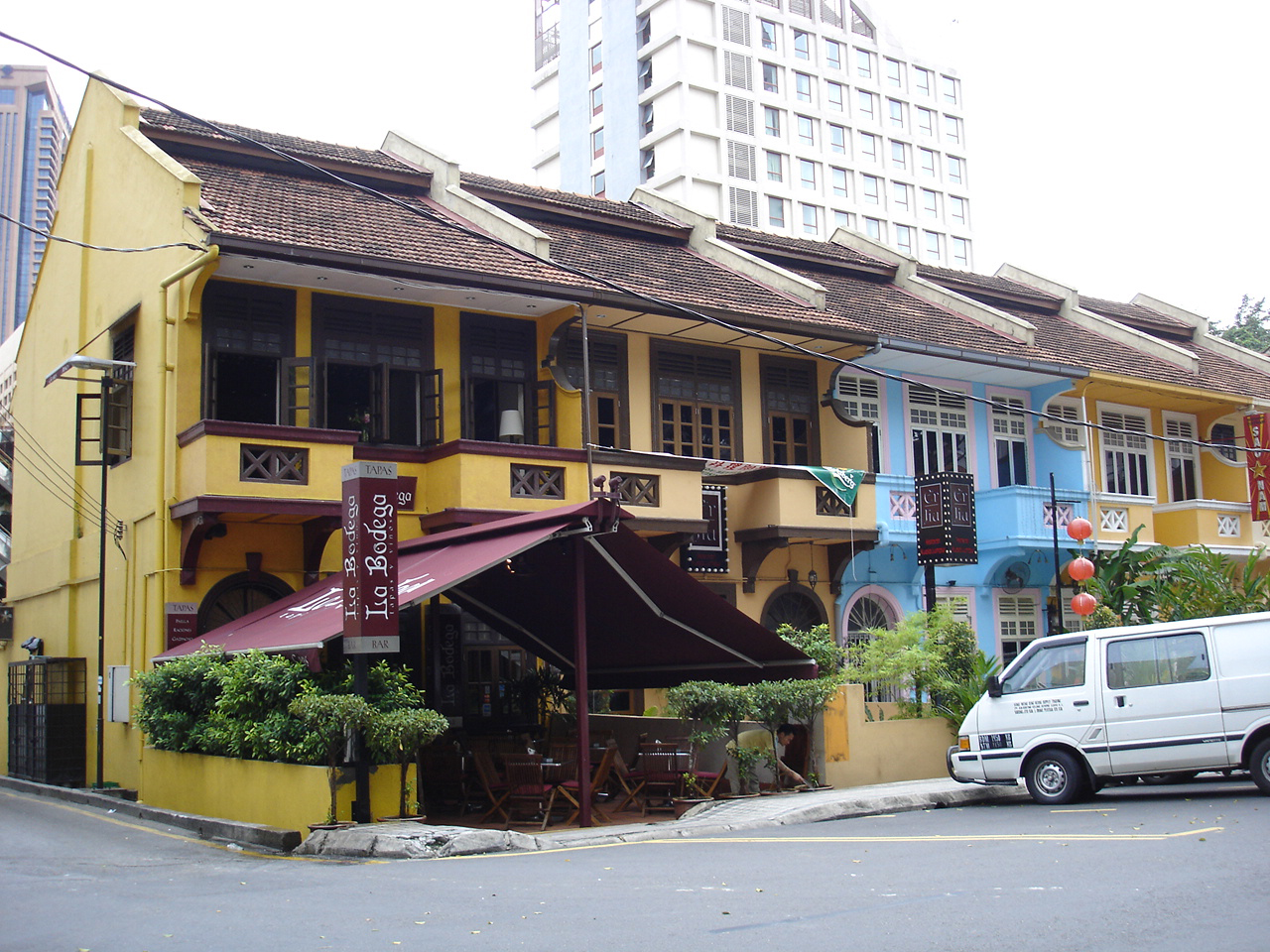
位于马来西亚吉隆坡的排屋。

排屋，又称镇屋是住宅的一种式样，由多幢相连的双层或多层房屋组成，一排排屋之内相邻的房屋共用同一堵墙。

## 西式排屋

### 英式排屋
英式排屋起源于17世纪的英国，以后传入世界各地的原英国領土及殖民地，如今在英国、香港、爱尔兰、澳洲、新西兰、加拿大、美国、新加坡和马来西亚仍能看到大量17世纪到20世纪初建造的传统排屋，以及此后建造的类似建筑。英文排屋一般称为terrace house或terraced house，也有称作row house，linked house或town house（不过town house也可以指完全不同的建筑式样）。

### 法國
此外，法国部份地区也能看到排屋。

### 美国

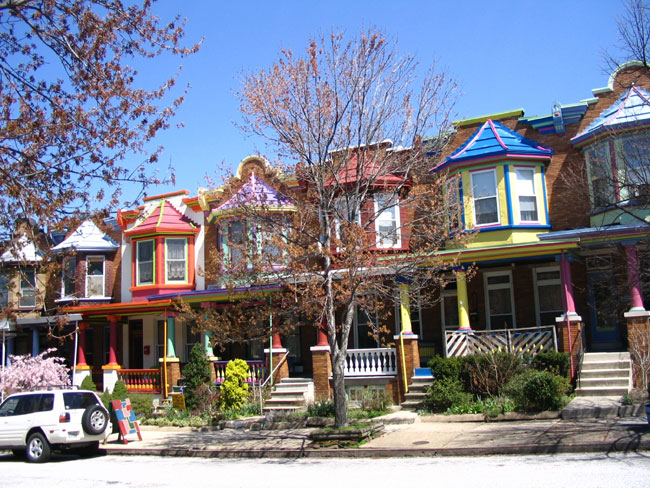
巴尔的摩阿贝尔社区的排屋

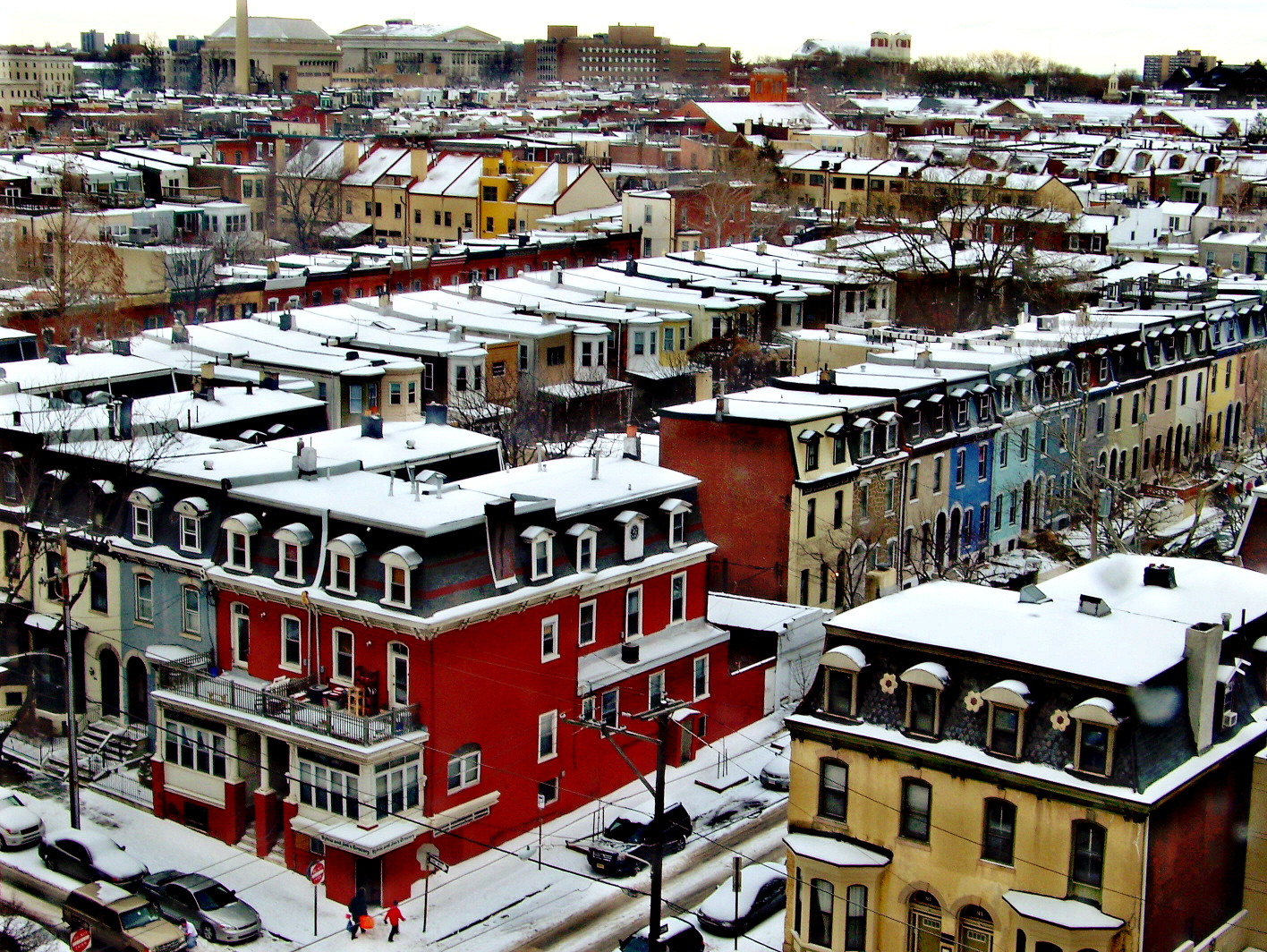
费城的排屋

美国的排屋常见于东部和大城市的老城区。费城、纽约和巴尔的摩等地都有大规模的排屋社区。美国的排屋称作Townhouse或Row House，一般常见于老城区和市中心，一些建筑是商住两用的，一二层用于商铺，在这之上的楼层用于居住，也有专门用于居住的排屋。由于房价上涨和城市规划，一些地区也有大规模兴建新式排屋的情况，或者建设排屋用于向低收入家庭提供廉租房。

### 其他
在中國，受到西方建筑影响较大的沿海和沿江地区都可以见到西式的排屋，此外较为著名的中國“改装版”有上海的石库门建筑。